# Duri (ort)
Duri är en ort i Australien. Den ligger i kommunen Tamworth Municipality och delstaten New South Wales, i den sydöstra delen av landet, omkring 300 kilometer norr om delstatshuvudstaden Sydney. Antalet invånare är 806.
Närmaste större samhälle är Tamworth, omkring 17 kilometer nordost om Duri. 
Trakten runt Duri består till största delen av jordbruksmark. Runt Duri är det mycket glesbefolkat, med 3 invånare per kvadratkilometer. Genomsnittlig årsnederbörd är 898 millimeter. Den regnigaste månaden är februari, med i genomsnitt 160 mm nederbörd, och den torraste är oktober, med 18 mm nederbörd.